# شركة باريس الكبرى

خارطة الخطوط الجديدة لمشروع باريس الكبرى إكسبراس.

شركة باريس الكبرى (بالفرنسية: Société du Grand Paris) هي شركة فرنسية تأسست في 7 يوليو 2010 ومقرها سان دوني الملاصقة للعاصمة باريس. تأسست هذه الهيئة في إطار مشروع باريس الكبرى الذي يهدف إلى تحويل العاصمة باريس إلى مدينة عالمية من الدرجة الأولى. الشركة مسؤولة أساسا على تنفيذ وتصميم شبكة النقل العام لباريس الكبرى المتمثلة والمعروفة تحت اسم باريس الكبرى إكسبراس، وهنا تشرف كذلك على الأعمال والتمويل اللازم لهذا المشروع مع الهيئات الرئيسية الأخرى (RATP، STIF، SNCF).

## مقالات ذات صلة
- باريس الكبرى
- شبكة النقل العام لباريس الكبرى
- باريس الكبري إكسبراس
- نقابة النقل في إيل دو فرانس

## روابط خارجية
- الموقع الرسمي